# فیدی
 فادی فَترونی (انگلیسی: Fady Fatrouni ؛ عربی: فادی فترونی؛ زادروز ۲ فوریه ۱۹۸۷ میلادی برابر با ۱۳ بهمن ۱۳۶۵ خورشیدی)، که بیشتر به نام هنری فِیْدی (انگلیسی: Faydee) شناخته می‌شود، خواننده و ترانه‌سُرای استرالیایی لبنانی‌تبار است. او با آهنگ مشهور و جهانی «حبیبی (به عشقت نیاز دارم)» (Habibi (I Need Your Love) شناخته می‌شود که توسط خود فیدی، شگی، ماهامبی و Costi خوانده شده‌است.

## زندگی‌نامه
فادی در ۲ فوریه ۱۹۸۷ در سیدنی استرالیا در یک خانواده مسلمان متولد شد. اصلیت پدر و مادر او طرابلس، لبنان است. فادی بزرگ‌ترین فرزند از پنج فرزند خانواده است که دو خواهر و دو برادر دارد. علاقه فادی به موسیقی از طریق عموزاده‌اش شروع شد، که بیت‌ها و رپ را ضبط و برای سرگرمی روی آن‌ها می‌خواند. در سیزده سالگی، او شروع به نوشتن و ضبط موسیقی در اتاق خواب خود کرد.